# Poppo (I.) (Niederaltaich)
Poppo I. (* vor 1200; † 1229 in Niederaltaich) war ein  Benediktiner und von 1202 bis 1229 Abt der Abtei Niederaltaich.
Nach der Resignation des Abtes Dietmar II. 1202 übernahm Poppo als sein Nachfolger die Abtei in äußerst schwieriger Zeit, in der nicht einmal die materielle Versorgung der Mönche sichergestellt werden konnte und diese teilweise an andere Klöster überwiesen wurden. Die wirtschaftliche Notlage veranlasste ihn schließlich 1219, den Besitz von Niederaltaich in Reichenhall an den Salzburger Erzbischof Eberhard von Regensberg zu verkaufen.
1226 hatte das Kloster unter den militärischen Auseinandersetzungen der Grafen Albert IV. von Bogen und Rapoto II. von Ortenburg zu leiden, worüber Poppo einen ausführlichen Bericht hinterlassen hat. Demzufolge wurde der gesamte Viehbestand des Wirtschaftshofs geraubt, Armenspital und Frauenkloster sowie die verschiedenen Gutshöfe der Abtei niedergebrannt und die Konventsangehörigen misshandelt. 1228 übertrug Bischof Eckbert von Bamberg die Vogteigewalt über das Kloster nominell an Herzog Ludwig von Bayern, ohne dass sich jedoch etwas an den tatsächlichen Machtverhältnissen änderte.